# مانفريد رومل
مانفريد رومل (بالألمانية: Manfred Rommel) القائد (24 ديسمبر 1928-7 نوفمبر 2013) هو سياسي ألماني، شغل منصب عمدة مدينة شتوتغارت من عام 1974 حتى عام 1996. وهو واحد من السياسيين المحليين الأكثر شعبية في حزب الاتحاد الديمقراطي المسيحي.
ولد روميل في شتوتغارت، الابن الوحيد من القائد العسكري والمارشال الميداني في الحرب العالمية الثانية إرفين رومل. في سن الرابعة عشرة، دخل الخدمة في سلاح الجو الألماني، عاملًا في وحدة مضادة للطائرات. في وقت لاحق، نظر مانفريد الانضمام إلى الفافن إس إس، ولكن والده عارض ذلك. وفي وقت لاحق أُجبر والده على الانتحار لتورطه المزعوم في مؤامرة 20 يوليو، فرَّ مانفريد من الجيش الألماني واستسلم للجنرال الفرنسي جان دو لاتر دو تسيني.
تعاون مانفريد رومل مع باسل ليدل هارت في نشر أوراق رومل، ومجموعة من الرسائل واليوميات والمذكرات التي كتبها والده أثناء الحملات العسكرية. وذهب لدراسة القانون في جامعة توبنغن. أصبح خادمًا رفيع المستوى ووزيرًا للدولة لاحقًا في حكومة ولاية بادن فورتمبيرغ.

## روابط خارجية
- مانفريد رومل على موقع IMDb (الإنجليزية)
- مانفريد رومل على موقع مونزينجر (الألمانية)
- مانفريد رومل على موقع كينوبويسك (الروسية)